# Зельверович, Александр
Александр Зельверович (пол. Aleksander Zelwerowicz; 7 августа 1877, Люблин, Польша — 17 июня 1955, Варшава, Польша) — польский актёр, режиссёр, театральный деятель, педагог.

## Биография
Александр Зельверович родился 7 августа 1877 года в Люблине в семье врача. Впервые выступил на сцене ещё будучи учеником гимназии в 1890 году (роль Слуги в «Комедии ошибок» Шекспира) во время гастролей лодзинской труппы Михала Воловского в Варшаве. В 1897 году окончил драматическую студию при Варшавском музыкальном обществе. Изучал литературу и общественные науки в Женевском университете (1898-99). В 1899, прервав занятия в университете, Зельверович начал артистическую деятельность в Лодзе. В 1900 году поступил в Краковском театре, где наряду с исполнением фарсово-комедийных ролей создал заметные драматические образы; был первым исполнителем роли Каспера («Свадьба» Станислава Выспянского, 1900), позже в этой же пьесе выступил в роли Чепеца; в «Дзядах» А. Мицкевича (постановка Выспянского) исполнил роли ксендза Петра и Байкового, в пьесах Юлиуша Словацкого играл Грабеца («Балладина», 1902) и Майора в пьесе («Фантазии», 1907).
Во время пребывания в России в 1908 году Александр Зельверович встречался с Максимом Горьким и К. Станиславским, посещал спектакли МХАТ, что значительно повлияло на его творчество. В 1908—1911 годах руководил театром в Лодзе, в 1911-13 работал в «Объединенном театре» (театр «Зъедночоны») в Варшаве, где поставил «Свадьбу» Выспянского (1911), «Иридион» С. Красинского (1912, исполнил роль Масинисси). В 1913—1955 гг. с перерывами работал в Польском театре (Варшава), где поставил спектакли «Лисистрата» Аристофана (1913), «Юлий Цезарь» (1914) и «Сон в летнюю ночь» (1923) Шекспира, «Живой труп» (по Л. Толстому, 1916, исполнил роль Протасова); «Господин Йовяльський» А. Фредро (1923, роль камергера), «Растратчики» Виталия Катаева (1932, роль Прохорова) и др.
3ельверович был режиссёром в театрах Кракова (1917-18), Варшавы («Разнообразия» и «Редут», 1919-20), Лодзе (1920-21). В 1925-26 годах вместе с Л. Шиллером и В. Хожицей руководил Театром имени Богуславского в Варшаве, где поставил «Ревизора» Гоголя и исполнил в этом спектакле роль Городничего. В 1929—1931 годах руководил театром в Вильно. В 1932-м в варшавском театре «Вельки» поставил оперу «Севильский цирюльник».
Во время немецкой оккупации Польши во время Второй мировой войны 3ельверович прервал свою творческую деятельность, работал кассиром в Доме инвалидов войны и директором Дома престарелых. После войны играл в театре Войска польского в Лодзе, затем в Катовице и Кракове. С 1947 года и до конца жизни был актёром варшавского Польского театра.
Александр 3ельверович является автором ряда статей, в которых выступал против натуралистических тенденций в театре. С 1912 занимался педагогической деятельностью; в 1945-47 руководил Высшим театрально школой в Лодзи, был почётным ректором Высшей театральной школы в Варшаве.
Кроме театральной деятельности Александр Зельверович также снимался в кино («Три сердца», 1939).
Александр Зельверович дважды был отмечен Государственной премией Польской Народной республики: в 1950 году — за творческую и педагогическую деятельность, в 1951-м — за исполнение роли Яскровича (в постановке «Истории греха» Сек. Жеромского в театре «Камеральни»).

## Память
В 1955 году имя Александра Зельверовича присвоено Государственной высшей школе театрального искусства в Варшаве (сейчас Театральная академия имени Александра Зельверовича). С 1985 года редакция ежемесячника «Театр» присуждает награды имени Александр Зельверовича за лучшие женскую и мужскую роли театрального сезона.
- А. Зельверович в роли Фигаро в «Севильском цирюльнике» Бомарше; Краковский театр, 1917
- А. Зельверович в роли Камергера в «Панову Йовяльскому» А. Фредро, Краковский театр, 1918
- Могила Александра Зельверовича на кладбище Воинские Повонзки в Варшаве

## Фильмография
- 1913: Оборона Ченстохова / Obrona czestochowy … Ян Онуфрий Заглобы
- 1916: Варшавская безопасность и её тайны / Ochrana warszawska i jej tajemnice … Запольский, отец Галины
- 1928: Ураган / Huragan … Александр Велопольский
- 1929: Сильный человек / Mocny czlowiek редактор …
- 1932: Княгиня Лович / Ksiezna Lowicka … отец Иоанны, Бронек
- 1932: Дворец на колёсах / Palac na kólkach … Франческо
- 1933: История греха / Dzieje grzechu … хирург
- 1934: Пробуждение / Przebudzenie … господин Плонський
- 1935: Две Йоаси / Dwie Joasie … Ковальский
- 1935: Любви выпускницы / Milosc maturzystki … господин Плонський
- 1938: Вереск / Wrzos … Шпановський, отец Казії
- 1938: Люди Вислы / Ludzie Wisly … Полонский
- 1938: Граница / Granica … Валерий Жембевич
- 1939: Три сердца / Trzy serca … дядя Северин
- 1939: Доктор Мурек / Doktór Murek … директор Яцек Чабран
- 1939: Жена и не жена / Zona i nie zona
- 1957: Два часа / Dwie godziny … соседа Марека